# Zuko
Zuko là một nhân vật hư cấu trong loạt phim hoạt hình Avatar: The Last Airbender của Nickelodeon. Anh là hoàng tử của Hỏa Quốc, con trai cả của Hỏa vương Ozai và hoàng hậu Ursa, anh trai của công chúa Azula. Trước khi bắt đầu loạt phim, Zuko bị cha mình lưu đày sau một cuộc đối đầu trong một cuộc họp chiến lược, để lại vết sẹo trên mặt. Để khôi phục danh dự và quyền kế thừa ngai vàng, Zuko được lệnh truy bắt Avatar – người có khả năng ngự thuật cả bốn nguyên tố và là chìa khóa để kết thúc cuộc chiến trăm năm do Hỏa Quốc khơi mào. Trong hành trình này, Zuko được chú của mình, tướng Iroh, đồng hành và hướng dẫn.

## Tính cách và sự phát triển
Zuko bắt đầu với hình ảnh một nhân vật phản diện, bị ám ảnh bởi việc khôi phục danh dự. Tuy nhiên, qua các sự kiện và mối quan hệ với những người khác, đặc biệt là Iroh, Zuko dần nhận ra sai lầm của mình và quyết định từ bỏ mục tiêu bắt giữ Avatar để theo đuổi con đường chính nghĩa. Sự chuyển biến này được đánh giá là một trong những hành trình chuộc lỗi xuất sắc nhất trong lịch sử truyền hình.

## Hỏa thuật và kỹ năng đặc biệt
Zuko là một ngự hỏa sư tài năng, được đào tạo từ nhỏ. Anh cũng học được kỹ thuật chuyển hướng sét từ chú Iroh, một kỹ năng hiếm có trong ngự hỏa thuật. Sau này, Zuko cùng Avatar Aang tìm đến các bậc thầy hỏa thuật để học hỏi về nguồn gốc và ý nghĩa thực sự của hỏa thuật, giúp anh nâng cao kỹ năng và hiểu rõ hơn về bản thân.

## Xuất hiện trong các phương tiện truyền thông khác
Zuko xuất hiện trong bộ phim điện ảnh Tiết khí sư cuối cùng (2010) do Dev Patel thủ vai, và trong loạt phim truyền hình người đóng năm 2024 do Dallas Liu đảm nhận. Anh cũng góp mặt trong các truyện tranh tiếp nối như The Promise, The Search và Smoke and Shadow, nơi khai thác sâu hơn về quá khứ và sự phát triển của nhân vật.

## Đón nhận
Zuko được đánh giá là một trong những nhân vật phát triển tốt nhất trong loạt phim, với hành trình chuộc lỗi sâu sắc và cảm động. Mối quan hệ giữa anh và chú Iroh, cũng như sự chuyển biến từ phản diện sang anh hùng, đã để lại ấn tượng mạnh mẽ trong lòng khán giả và giới phê bình.